# Justago cleomoides
Justago cleomoides là một loài thực vật có hoa trong họ Màng màng. Loài này được (F. Muell.) Kuntze mô tả khoa học đầu tiên năm 1891.